# Kovács Sarolta
Tarné Kovács Sarolta (Tapolca, 1991. március 12. –) visszavonult olimpiai bronzérmes és világbajnok magyar öttusázó, a székesfehérvári Alba Volán SC sportolója.

## Sportpályafutása

### Négytusában
2007-ben az ifjúsági "A" Európa-bajnokságon (négytusa) egyéniben hatodik, csapatban és váltóban első helyezést ért el. Az ifjúsági "B" Európa-bajnokságon (négytusa) egyéniben első lett. Az ifjúsági világbajnokságon (négytusa) csapat harmadik helyezett volt.
2008-ban az ifjúsági "A" világbajnokságon (négytusa) csapatban és váltóban arany-, egyéniben ezüstérmes volt. Az ifjúsági "A" Európa-bajnokságon (négytusa) csapatban és váltóban első, egyéniben harmadik lett.
2009-ben az ifjúsági "A" világbajnokságon (négytusa) Egyiptomban csapatban első helyezés, egyéniben ötödik helyezést ért el. Az ifjúsági "A" Európa-bajnokságon (négytusa) Antalyaban, egyéniben, csapatban és váltóban aranyérmet szerzett.

### Öttusában
2006-ban a junior Európa-bajnokságon 11. volt egyéniben, második csapatban. 2007-ben a felnőtt Európa-bajnokságon váltóban szerzett bronzérmet. A világbajnokságon negyedik lett váltóban. A junior vb-n ötödik volt egyéniben. 2008-ban junior Európa-bajnok volt egyéniben és csapatban, váltóban bronzérmet szerzett. A budapesti vb-n váltóban lett világbajnok. A junior vb-n csapatban és váltóban első, egyéniben bronzérmes lett.
A 2009-es junior Eb-n mindhárom számban aranyérmes lett. Az Európa-bajnokságon egyéniben hatodik, csapatban bronzérmes, váltóban negyedik volt. A junior világbajnokságon egyéniben és csapatban negyedik, váltóban harmadik volt. Az öttusa vb-n csapatban harmadik, egyéniben 10., váltóban hetedik volt. 2010-ben a junior Eb-n egyéniben nyolcadik, csapatban második, váltóban harmadik volt. Az Európa-bajnokságon csapatban második, egyéniben 18., váltóban első lett. A junior vb-n egyéniben első, csapatban második, váltóban ötödik volt. A világbajnokságon egyéniben 10, csapatban negyedik, váltóban kilencedik helyen végzett.
2011-ben az Európa-bajnokságon egyéniben hetedik, csapatban és váltóban első helyen zárt. A világbajnokságon egyéniben és csapatban második, váltóban (Gyenesei Leila, Kovács Sarolta és Tóth Adrienn) első lett. A junior vb-n egyéniben arany-, csapatban bronz-, vegyes váltóban aranyérmes lett. 2012-ben a vb-n egyéniben kilencedik, csapatban második, váltóban hatodik volt. A junior Eb-n egyéniben első lett. Az Európa-bajnokságon egyéniben hetedik, csapatban harmadik lett. A 2012-es londoni olimpián a 33. helyen végzett. Az olimpia után néhány héttel térdműtéten esett át, ami miatt kihagyta a junior világbajnokságot.
A 2013-as világbajnokságon 32. helyezést szerzett egyéniben, hetediket csapatban. Váltóban ezüstérmes volt. A 2014-es Európa-bajnokságon egyéniben hatodik, csapatban hetedik, vegyes váltóban hetedik lett. A világbajnokságon egyéniben hatodik, csapatban ötödik, vegyes váltóban tizedik helyezést ért el. A 2015-ös világbajnokságon egyéniben 6., csapatban bronzérmes lett. Az Európa-bajnokságon egyéniben 25., csapatban ötödik helyen végzett. A 2016-os világbajnokságon egyéniben és csapatban is első helyezett volt. Az Európa-bajnokságon túljutott a selejtezőn, de a döntőben nem indult. Az olimpián a 17. helyen végzett.
A 2017-es kecskeméti vk versenyen egyéniben harmadik, vegyes váltóban (Demeter Bence) első lett. Az Európa-bajnokságon Egyéniben és csapatban is ezüstérmes volt. A vegyes váltóban (Kasza Róbert) harmadik helyezést ért el. A 2017-es kairói világbajnokságon csapatban aranyérmet szerzett, egyéniben nyolcadik volt. 2017-ben katonai világbajnokságon harmadik lett egyéniben, második vegyes váltóban (Kasza). 2018-ban az asztanai VK döntőben második lett. A 2018-as székesfehérvári Európa-bajnokságon csapatban aranyérmes lett, míg egyéniben bronzérmet szerzett. A vegyes váltóban (Demeter) harmadik volt. A mexikóvárosi világbajnokságon csapatban aranyérmes lett, egyéniben hatodik lett. A katonai világbajnokságon egyéniben második, csapatban negyedik volt. 2019 márciusában harmadik volt a kairói vk versenyen. A 2019-es Európa-bajnokságon egyéniben 13. lett és olimpiai kvótát szerzett. Csapatban hatodik volt. A világbajnokságon egyéniben 13., csapatban ötödik lett.
2021 március végén a lábfájdalmai miatt elvégzett vizsgálat során kiderült, hogy a térdét műteni kell. A beavatkozás két hét kihagyással járt. Április végén vérrögöt találtak a lábában. Ezért újra leállt az edzésekkel. A világbajnokságot kihagyta. A július eleji Európa-bajnokságon hatodik lett a váltóban (Guzi Blanka). A tokiói olimpián egyéniben bronzérmet szerzett. A szeptemberi katonai világbajnokságon egyéniben 15., csapatban (Guzi, Simon) bronzérmes volt.
Ezután már nem indult versenyeken. 2023 végén levélben jelentette be a magyar szövetségnek hivatalosan a visszavonulását a versenyzéstől. 2024. január 1-jén egy Facebook-bejegyzésben is megerősítette a hírt. A továbbiakban a Volán Fehérvár edzőjeként folytatja a sporttal kapcsolatos munkát.

## Magánélete
2021 decemberében férjhez ment Tar Bálint focistához, 2022 májusában gyermeke született.

## Díjai, elismerései

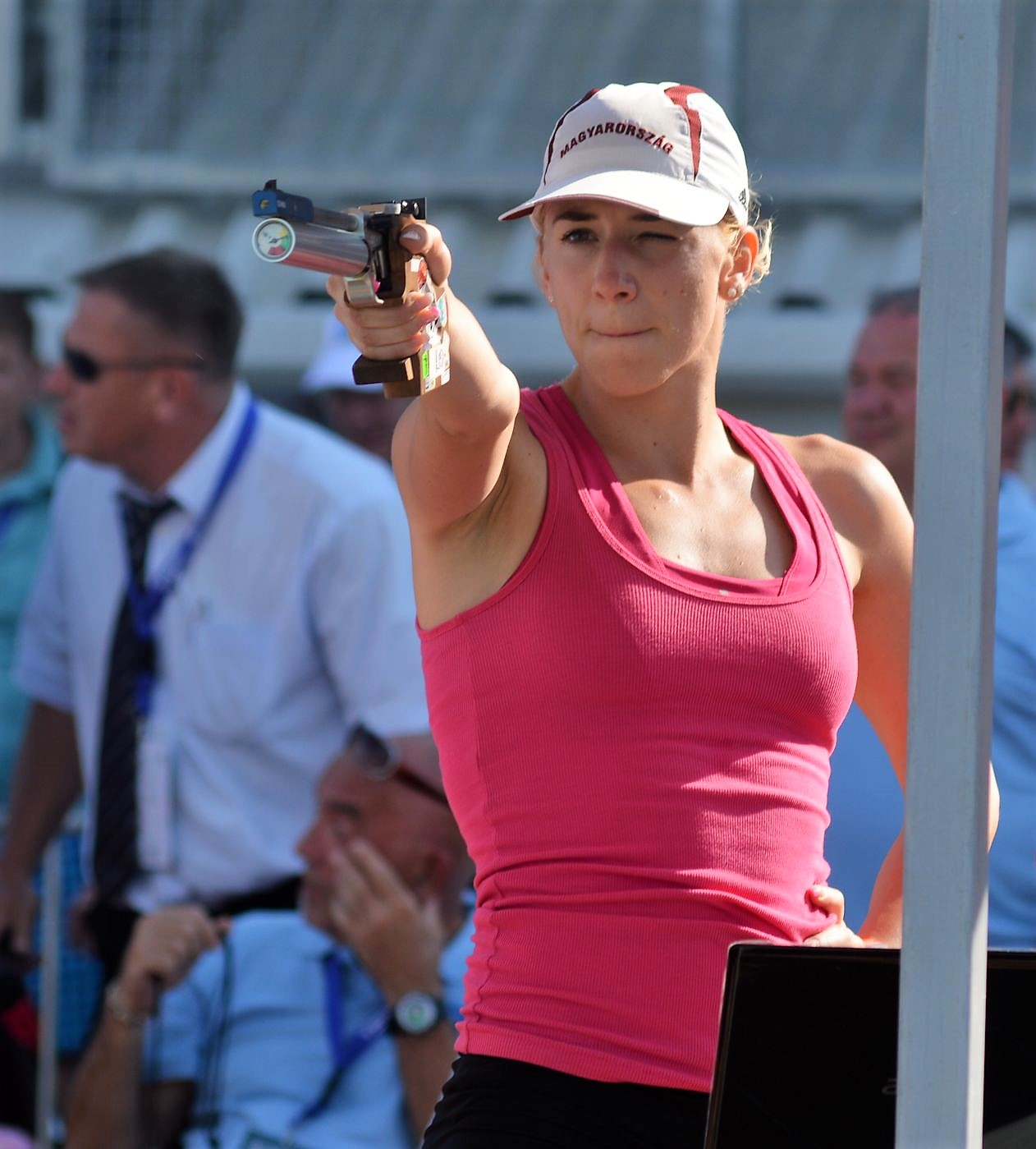
Kovács Sarolta a 2014-es székesfehérvári öttusa-Európa-bajnokságon

- Az év legjobb magyar juniorkorú sportolója (Heraklesz) (2008)
- Az év legjobb magyar juniorkorú sportolója, harmadik helyezett (Heraklesz) (2009)
- Az év legjobb magyar juniorkorú sportolója, második helyezett (Heraklesz) (2010)
- Az év legjobb magyar utánpótláskorú sportolója, második helyezett (2010) (a Nemzeti Sportszövetség díja)
- Az év legjobb magyar utánpótlás korú sportolója (Heraklesz) (2011)[40]
- Az év Fejér megyei sportolónője (2011)
- Az év magyar sportolónője, harmadik helyezett (2011)
- Az év magyar öttusázója (2011, 2014, 2015,[41] 2016,[42] 2018,[43] 2019,[44] 2021[45])
- Az év legjobb magyar utánpótláskorú sportolója (2011) (a Nemzeti Sportszövetség díja)
- MOB Nők sportjáért díj (éves teljesítmény) (2012)[46]
- Junior Prima díj (2012)
- Az év utánpótláskorú öttusázója (2012)
- Magyar Arany Érdemkereszt (2021)[47]
- Székesfehérvár díszpolgára (2023)